# Шомба (селище)
Шомба (карел. Šompa) — селище в складі Кривопорозького сільського поселення Кемського району Республіки Карелія.

## Загальні відомості
Селище розташоване на березі річки Кем.

## Пам'ятки природи
За 2 км на північний захід від селища розташований державна регіональна болотна пам'ятка природи — Болото Шомба площею 365,0 га, цінний ягідник журавлини і морошки.

## Вулиці
- вул. 2 П'ятирічки
- вул. Болотна
- вул. Вей-Луда
- вул. Дорожня
- вул. Зарічна
- вул. Цегляна
- вул. Ломоносова
- вул. Набережна
- вул. Першотравнева
- вул. Піонерська
- вул. Річкова
- вул. Струмкова
- вул. Свободи
- вул. Північна
- вул. Сінна
- вул. Праці
- вул. Чапаєва